# Förstakammarvalet i Sverige 1868
Förstakammarvalet i Sverige 1868 var egentligen flera fyllnadsval i Sverige. Valet utfördes av landstingen och i de städer som inte hade något landsting utfördes valet av stadsfullmäktige. 

## Invalda riksdagsmän
Södermanlands läns valkrets:
- Axel Mörner

Jönköpings läns valkrets:
- Fredrik Hederstierna

Kronobergs läns valkrets:
- Carl Johan Thyselius

Kalmar läns norra valkrets:
- Gustaf de Maré

Blekinge läns valkrets:
- Carl Skogman

Kristianstads läns valkrets:
- Fredric Gyllenkrook

Hallands läns valkrets:
- Carl Otto Silfverschiöld

Skaraborgs läns valkrets:
- Gösta Posse

Gävleborgs läns valkrets:
- Julius Brun